# Santo Antônio de Pádua (ort)
Santo Antônio de Pádua är en ort i Brasilien.   Den ligger i kommunen Santo Antônio de Pádua och delstaten Rio de Janeiro, i den sydöstra delen av landet, 900 km sydost om huvudstaden Brasília. Santo Antônio de Pádua ligger 91 meter över havet och antalet invånare är 33 076.
Terrängen runt Santo Antônio de Pádua är huvudsakligen platt, men söderut är den kuperad. Santo Antônio de Pádua ligger nere i en dal. Santo Antônio de Pádua är det största samhället i trakten.
Omgivningarna runt Santo Antônio de Pádua är huvudsakligen savann. Runt Santo Antônio de Pádua är det ganska tätbefolkat, med 139 invånare per kvadratkilometer.